# دورلیشایم
دورلیشایم (به فرانسوی: Dorlisheim) یک کمون در فرانسه است که در Canton of Molsheim واقع شده‌است.

## خصوصیات
دورلیشایم ۱۱٫۵۳ کیلومترمربع مساحت و ۲٬۴۰۷ نفر جمعیت دارد.

## نگارخانه

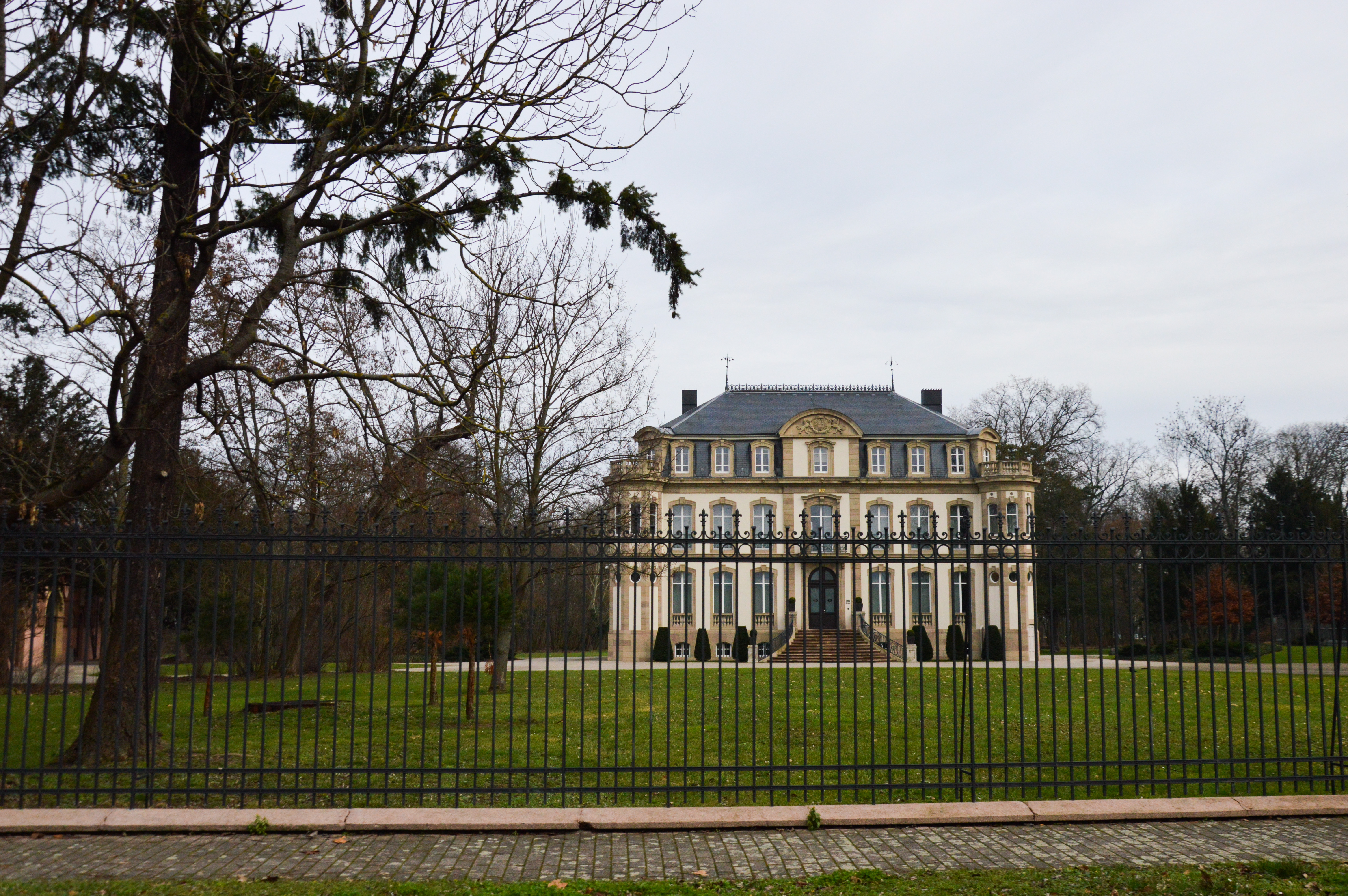